# دانشگاه کا فوسکاری ونیز
دانشگاه کا فوسکاری ونیز (به ایتالیایی: Università Ca' Foscari Venezia)، یک دانشگاه دولتی در ونیز، ایتالیا است. این دانشگاه بیشتر به عنوان دانشگاه کا فوسکاری شناخته شده‌است. از سال ۱۸۶۸ که ساختمان و پایه و اساس آن انجام شده این دانشگاه در کاخ گوتیک ونیزی قرار داشته، که نام خود را از آن گرفته‌است. این کاخ در گراند کانال، بین ریالتو و سان مارکو، در منطقه دُرسوندورو قرار دارد.
این مؤسسه در سال ۱۹۶۸ یک دانشگاه اعلام شد و در حال حاضر دارای هشت بخش و تقریباً ۱۹٬۰۰۰ دانشجو است.